# 81e régiment de chars
Pour les articles homonymes, voir 81e régiment.
Le 81e régiment de chars (russe : 81-й танковый полк) est une unité blindée soviétique de la guerre froide. Elle est créée en 1946 comme régiment de chars et d'automoteurs à partir du 957e régiment d'artillerie automotrice de la Seconde Guerre mondiale. Rattachée à la 36e division mécanisée de la Garde, l'unité devient un régiment de chars classiques en 1957 avant d'être dissoute en 1960.

## Historique
L'historique de l'unité remonte au 957e régiment d'artillerie automotrice (en russe : 957-й самоходно-артиллерийский полк). Équipé de canons automoteurs SU-76M, ce régiment est créé en mai 1944 à partir du 141e régiment indépendant de chars. Déjà titulaire du titre honorifique Запорожский (« de Zaporijjia » en français) et du Drapeau rouge, le 957e régiment reçoit l'ordre d'Alexandre Nevski le 2 juillet 1944 pour sa participation aux combats du Dniepr, de Vitebsk et d'Orcha (offensive de Vitebsk-Orcha).
Le 16 juillet 1946, le régiment est transformé en 81e régiment de chars et d'automoteurs (en russe : 81-й танкосамоходный полк) et subordonné à la 36e division mécanisée de la Garde, stationnée à Rakvere en République socialiste soviétique d'Estonie. Il conserve le Drapeau rouge et l'ordre d'Alexandre Nevski de ses unités prédécesseures.
En 1957, la 36e division mécanisée de la Garde est transformée en 36e division de fusiliers motorisés de la Garde et le régiment devient 81e régiment de chars, en garnison à Klooga. Il est dissous en 1960.